# Harmoniorkesteret APO
Harmoniorkesteret APO vedtog på ekstraordinær generalforsamling i juni 2021 at skifte navn til Aarhus Harmoniorkester. 
Informationer om Aarhus Harmoniorkester kan findes på hjemmesiden https://aarhusharmoniorkester.dk/
Harmoniorkesteret APO også kaldet Aarhus Postorkester er et harmoniorkester med base i Aarhus. Orkesteret er blandt danmarks bedste amatørharmoniorkestre og spiller i første division ved DAOs danmarksmesterskaber, hvor de både i 2008 og 2010 spillede sig til førstepladsen.
Orkestret består af omkring 50 musikere og har Jeppe Uggerhøj som fast dirigent, men benytter også flittigt gæstedirigenter.